# Apeadeiro de Parada de Aguiar
O Apeadeiro de Parada de Aguiar, originalmente denominado de Parada, é uma interface encerrada da Linha do Corgo, que servia a localidade de Parada, no concelho de Vila Pouca de Aguiar, em Portugal.

## História

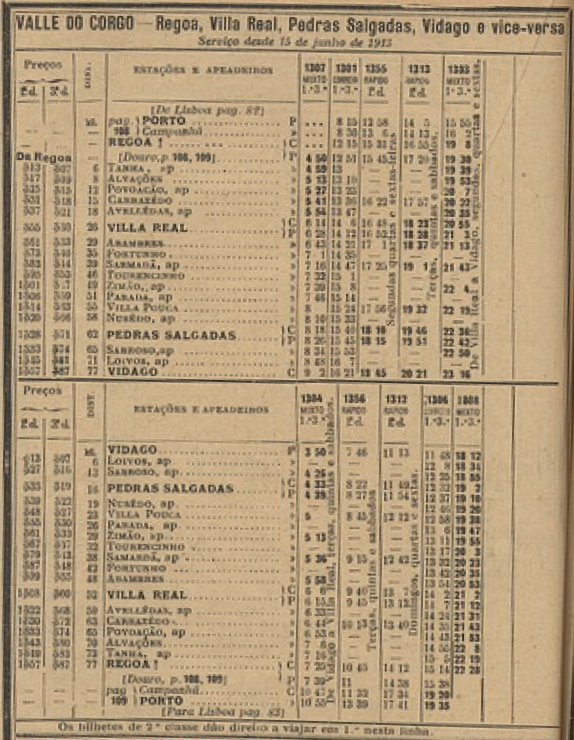
Horário da Linha da Corgo em 1913, onde esta gare aparece com o nome original, Parada.

Nos planos para o lanço da Linha do Corgo entre o Ribeiro de Varges e a Estação de Pedras Salgadas, aprovados por uma portaria de 14 de Setembro de 1905, estava programada a construção de três estações, sendo uma a de Parada. O troço entre as estações de Vila Real e Pedras Salgadas foi inaugurado no dia 15 de Julho de 1907.
Em 1933, a Companhia Nacional de Caminhos de Ferro, que estava a explorar a linha, instalou um sistema de canalização de água a partir do Túnel de Parada, de forma a abastecer a toma de água em Parada de Aguiar, que então possuía a categoria de estação.
O lanço entre Chaves e Vila Real foi encerrado em 2 de Janeiro de 1990, pela empresa Caminhos de Ferro Portugueses.